# Карпатська нафтова компанія
Карпатська нафтова компанія (Karpathen Öl AG) була німецькою нафтовою компанією в Галичині під час Другої світової війни, яка належала генеральному уряду, окупованому Німеччиною.

## Опис
Акціонерне товариство було засноване 28 серпня 1942 року зі штаб-квартирою у Львові з статутним капіталом у 15 мільйонів рейхсмарок. Вона виникла з заснованого 20 жовтня 1939 року  Beskiden-Erdöl-Gewinnungsgesellschaft, Beskiden-Erdöl-Verarbeitungsgesellschaft Beskiden, а також -Erdöl-Verarbeitungsgesellschaft в Берліні. Акціонерами були DEA (10%), Deutsche Gasolin AG (5%), профспілка Elwerath (10%), Kolens Oel Union від Busse KG (5%), Continentale Oel AG (50%) та прусська шахта - і Hütten-AG (10%), і Wintershall AG (10%). Генеральним директором був директор Карл Гросе з DEA.
Виробництво сирої нафти змінювалося під час німецької окупації в Галичині в період з 1939 по 1944 р. Між 274 174 т (1944) і 475 312 т (1940).
З вересня 1942 року есесівці почали виводити з заводів примусових робітників євреїв, зайнятих у нафтовій галузі. Їх депортації можна було протидіяти лише класифікуючи їх як "важливих для війни". Тоді єврейські робітники отримали нагрудний знак з літерою "R" ("Єврей з галузі озброєння"). Один з німецьких співробітників, який активно і успішно проводив агітацію за порятунок євреїв, включав керівника інспекції робіт у Бориславі та пізніше генеральних представників Альфреда Круппа фон Болена та Хальбакса Бертольда Бейца. Наприкінці 1943 року в компанії працювало майже 33 000 людей, більше половини з яких поляки, понад 40 відсотків українці, близько восьми відсотків євреї та менше двох відсотків німці. Окрім єврейських службовців, частка вимушених робітників важко оцінити.
З серпня 1944 року Karpathen Öl AG розпочав впорядкований вихід з Галичини після того, як наприкінці березня головний офіс у Львові був звільнений. Понад 1664 залізничні вагони з обладнанням та експлуатаційними матеріалами та 272 вагони з продуктами мінеральної олії були перевезені на захід, особливо до Одербергу, Герцог-Юліус-Гютта та Гарсен (нині частина Целле). Штаб-квартира компанії приїхала до Селле.